# Aphelodoris varia
Aphelodoris varia (Abraham, 1877) è un mollusco nudibranchio della famiglia Dorididae.

## Distribuzione e habitat
Nuovo Galles del Sud.